# Melekoza
Melekoza est un woreda du sud de l’Éthiopie situé dans la zone Gofa. Ce district a 120 398 habitants en 2007 et fait partie de la région des nations, nationalités et peuples du Sud jusqu'au transfert de la zone dans la région Éthiopie du Sud en août 2023. Son centre administratif est Leha. La partie nord du district se détache vers 2020 sous le nom de Melo Gada.
Situé dans le coin nord-ouest de la zone Gofa, Melekoza est limitrophe de la région Éthiopie du Sud-Ouest et des zones Debub Omo et Basketo de la région Éthiopie du Sud.
Son centre administratif, appelé Leha ou Laha, se situe vers 1 300 m d'altitude environ 80 km au nord-ouest de Sawla,,.
| Konta    | Isara    | Loma       |
|          | Melekoza | Demba Gofa |
| Selamago | Basketo  | Geze Gofa  |

Le recensement national de 2007 fait état de 120 398 habitants dans le district dont 3 % de citadins qui sont les 3 277 habitants de Leha, le périmètre recensé englobant encore à l'époque le futur woreda Melo Gada.
Environ 56 % des habitants du district sont protestants, 33 % sont orthodoxes, 6 % sont de religions traditionnelles africaines et 1 % sont musulmans.
En 2022, la population est estimée sur le même périmètre à 161 164 personnes avec une densité de population de 104 personnes par km2 et 1 552 km2 de superficie.
Cependant Melekoza n'occupe plus que 943 km2 en 2021, 608 km2 ayant été détachés entre-temps au bénéfice de Melo Gada,.